# Xã Morton, Michigan
Xã Morton (tiếng Anh: Morton Township) là một xã thuộc quận Mecosta, tiểu bang Michigan, Hoa Kỳ. Năm 2010, dân số của xã này là 4.311 người.